# RS:X

Ilustração da classe RS:X

RS:X é uma classe de windsurf selecionada pela Federação Internacional de Vela para substituir a Mistral One Design para os Jogos Olímpicos de Verão de 2008. A disciplina tem semelhanças com a Fórmula Windsurfing, principalmente no sentido de que o equipamento utilizado foi concebido para permitir a prática de windsurf em condições de vento fraco e moderado com bom desempenho.
O equipamento RS:X inclui uma prancha com bolina e uma vela de tamanho especificado. A prancha mede 286 cm de comprimento e 93 cm de largura. Ao contrário das pranchas de fórmula, é bastante pesada, pesando 15,5 kg, o que é quase o dobro das pranchas de fórmula de competição regular, mas é muito semelhante ao peso das pranchas de corrida, como a prancha olímpica anterior, Mistral One Design. A prancha Mistral pesa 17 kg pronta para navegar, enquanto a prancha RS:X pesa mais de 19 kg.
O RS:X parece ser um compromisso entre pranchas de corrida tradicionais que funcionam bem em 5 a 35 kn (3 a 18 m/s), e pranchas de Fórmula que vão rápido em 12 a 30 kn (5 a 15 m/s), e tem se mostrado competitivo com pranchas de corrida anteriores na faixa de vento médio. A forma e o design da vela RS:X são baseados na vela de windsurf V8 de Neil Pryde.